# Махатма Ганди
Мохандас Карамчанд Ганди (на гуджарати: મોહનદાસ કરમચંદ ગાંધી, на деванагари: मोहनदास करमचंद गांधी), познат като Махатма Ганди, е индийски адвокат, политик, пацифист, борец за човешка свобода и духовен водач на индийското движение за независимост, което довежда през 1947 г. до края на британското владичество в страната. Наречен е още „Баща на нацията“.
Ганди получава международна известност със своята концепция за сатяграха (на хинди: सत्याग्रह, „държане на истината“), ненасилствени протести за постигане на политически цели, която се основава на идеята за ахимса. Със своя пример вдъхновява политически лидери, като например Мартин Лутър Кинг, Нелсън Мандела и Аун Сан Су Чи. За него Алберт Айнщайн казва:
| „ | На бъдещите поколения ще бъде трудно да повярват, че някога такъв човек, от плът и кръв, е ходил по земята. | “ |

Санскритският термин Махатма („велика душа“) произлиза от индийската философска, религиозна и обществена традиция. С него Ганди е поздравен от поета Рабиндранат Тагор при завръщането си от Африка в Бомбай на 9 януари 1915 г. Самият Ганди признава в своята автобиография 1, че се счита недостоен за тази титла. 

## Живот и дейност

### Произход и ранни години (1869 – 1893)
Роден е на 2 октомври 1869 г. в Порбандар, Гуджарат, Британска Индия, най-малкото от пет деца при четвъртия брак на Карамчанд Ганди с Путали Бай. Семейството е заможно и принадлежи към кастата на търговците вайши. Баща му заема поста на министър-председател на Порбандар, а по-късно – на Раджкот. И двамата родители са силно набожни индуисти, които се покланят на Вишну, но посещавали и храма на Шива. Ганди съобщава, че родителите им ги възпитали в толерантност спрямо друговерци и били вегетарианци.
Още като дете Ганди е свидетел на конфликти на баща му с колониалните чиновници в областта. От друга страна, той наблюдава добрите и толерантни взаимоотношения между различните религиозни общности – индуисти, мюсюлмани, парси и джайнисти.
Желанието на Ганди е да следва право във Великобритания. След дълги колебания семейството приема неговото желание. Кастата е считала, че в чужбина той няма да може да живее „чисто“. Въпреки че полага клетва, с която се задължава да остане целомъдрен и да не докосва месо или алкохол, кастата му забранява пътуването в чужбина. Ганди се противопоставя на това решение и поради това е изключен от кастата.
През 1888 г. Ганди започва следването си по право в Лондон. В допълнение на следването изучава индуизма, исляма и християнството, като джайнизмът става все по-важен за него. Най-вече толстоизмът с неговото разбиране за ненасилие в ежедневието оказва влияние върху неговата собствена философия. Той прочита книгата на Лев Толстой „Царството божие е вътре във вас“ и окончателно се убеждава, че на насилието не бива да се отговаря с насилие и възприема идеята на Толстой, че нравствеността и религията е едно и също нещо. Ганди е въодушевен и от проповедта от планината на Исус, която отговаря на неговото мото на лошото да се отвръща с добро.
След завършване на образованието си през 1891 г. пристига в Бомбай и става адвокат, но кариерата му е неуспешна. След като не успява да получи временна работа и като гимназиален учител, той се връща в Раджкот.

### Южна Африка (1893 – 1915)
През 1893 г. Ганди получава чиновническа служба в клона на индийска фирма в Натал, Южна Африка. Първоначално планува да остане една година там, но се задържа цели 22 години. Още отначало той бързо установява, че животът като индиец е труден и неприятен. В своята автобиография разказва една онагледяваща история:
| „ | На седмия или осмия ден от моето пристигане аз напуснах Дърбан. За мен беше поръчано място в купе от първа класа. … Служител на железницата влезе в купето и ме попита, дали бих искал легло. Аз му благодарих и той си тръгна. След това в купето влезе мъж, който ме изгледа от глава до пети. Той видя, че съм „цветнокож“ – това го обезпокои. Той веднага излезе и пристигна след малко с двама служители. В първия момент никой не каза нищо, след това към мен се приближи трети служител и ми каза: „Елате с мен, Вие ще пътувате в багажното отделение“. „Но аз имам билет за първа класа“, отвърнах аз. „Това няма значение. Казвам Ви, трябва да пътувате в багажното.“ „В Дърбан аз седнах на това място и настоявам да остана тук.“ „Не, не можете“, каза служителят, „Трябва да излезете оттук, или ще извикам полиция, за да Ви изхвърлят.“ „Да, направете го“, отвърнах. „Отказвам доброволно да стана.“ Дойде човек от охраната. Той ме хвана под ръка и ме изхвърли. Отказах да пътувам в багажното отделение и влака отпътува. | “ |

Повлиян от това преживяване, Ганди започва своята политическа дейност в Южна Африка. Той основава през 1894 г. Наталски индийски конгрес. По време на Англо-бурската война през 1899 г. и въстанието на зулусите през 1906 Ганди подтиква индийците да подкрепят англичаните във войната, като участват в санитарните части. Самият Ганди служи като санитар, което разглежда като свой граждански дълг, защото който търси своите права, би трябвало да изпълнява своите задължения. По този начин се надява да съдейства за повече права на индийците в Южна Африка. На 13 ноември 1913 г. повежда протестен марш към Трансваал, вследствие на което през 1914 г. се приема Закона за подпомагане на индийците.
Годините в Южна Африка оказват решаващо влияние върху неговата концепция за ненасилие в политическата борба. В Южна Африка Ганди развива своята концепция за ненасилствена съпротива, която нарича „сатяграха“. За африканското население не се ангажира по същия начин, а остава през целия си живот концентриран върху индийците.
Ганди се завръща в Индия чак през 1915 г.

### Борба за независимост на Индия (1915 – 1947)
След продължителния престой в Африка, Ганди се завръща в Индия през 1915 г. Той изгражда медитативния център Хариджан Ашрам. Ганди се бори срещу индустриализацията и се дистанцира от западния начин на мислене и форми на живот, като започва да носи традиционно индийско облекло. Той води обикновен начин на живот, като вегетарианец, чрез природна медицина и хигиена. Ганди определя предачното колело като символ на тази форма на живот и призовава индийците да тъкат собствени платове в домашни условия, като така бойкотират английската текстилна промишленост. През този период получава от привържениците си прозвището „Махатма“.

#### Ролята на Ганди в Първата световна война
През април 1918 г., по време на последната част от Първата световна война, вицекралят кани Ганди на военната конференция в Делхи. Може би, за да покаже подкрепата си за империята и да помогне на каузата си за независимост на Индия, Ганди се съгласява активно да набира индийци за войната. За разлика от Зулуската война през 1906 и избухването на Първата световна война през 1914 г., когато той набира доброволци за корпуса за Бърза помощ, този път Ганди се опитва да набира участници в бойните действия. През юни 1918 г. в листовка, озаглавена „Апел за записване“, Ганди пише „За да доведем нещата до такова състояние, ние трябва да имаме възможност да се защитим, това е способността да се носи оръжие и да се използва... Ако искаме да изучим употребата на оръжието с възможно най-голяма бързина, то е наш дълг е да се запишем в армията“. Ганди обаче посочва в писмо до личния секретар на вицекраля, че той „лично няма да убие или нарани никого, приятел или враг“.
Кампанията на Ганди за набиране на войници поставя под въпрос последователността му относно ненасилието – както потвърждава приятеля му Чарли Андрюс: „Лично аз никога не можах да погодя това с поведението му в други отношения, и това е една от точките, в които се озовах в болезнено разногласие“. Личният секретар на Ганди, Махадев Десаи, също признава, че „Въпросът за съответствието между неговото кредо на Ахимса (ненасилие) и неговата кампания за набиране на доброволци беше повдигнат не само тогава, но е обсъждан и досега“.

#### Чампаран и Кхеда
Първите големи постижения на Ганди идват през 1918 г. с агитацията в областите Чампаран и Кхеда в Бихар и Гуджарат. Агитацията в Чампаран изправя местните селяни срещу техните предимно британски земевладелци, които са подкрепени от местната администрация. Селяните са принудени да отглеждат индиго, култура, чието търсене намалява в продължение на повече от две десетилетия, и са принудени да продават реколтата си в сандъчета на фиксирана цена. Недоволни от това, селяните се жалват пред Ганди в ашрама му в Ахмадабад. Следвайки стратегията на ненасилствен протест, Ганди изненадващо поема администрацията и печели отстъпки от страна на властите.
През 1918 г. град Кхеда е пострадал от наводнения и глад и селяните искат освобождаване от данъци. Ганди премества щаба си в Надиад, организирайки десетки поддръжници и нови доброволци от региона, най-известният от които е Валабхай Пател. Използвайки липсата на сътрудничество като техника, Ганди започва забележителна кампания, в която селяните не плащат такси, дори под заплахата от конфискация на земята. Общественият бойкот на мамлатдарите и талатдарите (длъжностните лица, отговарящи за приходите в областта) съпровожда агитацията. Ганди работи усилено, за да спечели обществената подкрепа за агитацията в цялата страна. В продължение на пет месеца, администрацията отказва, но най-накрая – през месец май 1918 г., правителството приема важни разпоредби и отпуска условията за плащане на данъци до приключването на глада. В Кхеда, Валабхай Пател представя земеделските производители в преговорите с британците, които прекратяват събирането на данъци и освобождават всички затворници.

#### Движение в поддръжка на халифата и начело на Конгреса
През 1919 г. Ганди, със слабата си позиция в Конгреса, решава да разшири основата с призив към мюсюлманите. Възможността идва с движението в поддръжка на халифата, голям протест на мюсюлманите срещу сринатия статут на халифа, духовния водач на религията им. Османската империя е загубила Първата световна война и е разделена, като мюсюлманите се страхуват за безопасността на светите места на исляма и престижа на религията си. Въпреки че не Ганди дава началото на Общоиндийската мюсюлманска конференция, която направлява движението в Индия, той скоро става неговият най-виден говорител и създава основа за мюсюлманска подкрепа по места във всички мюсюлмански центрове в Индия. Успехът му го прави първия национален лидер на Индия с мултикултурна основа и улеснява издигането му на власт в Конгреса.
През 1920 г. Махатма Ганди се превръща в основен лидер на партията Индийски национален конгрес и поема нейното ръководство. През следващите години Конгресът се радикализира в духа на индуския национализъм, което отблъсква много мюсюлмани от организацията. Към края на 1922 г. движението в подкрепа на халифата се разпада.

#### Несъдействие
През 1920-те години, с Конгреса зад себе си, Ганди вече има основата за започване на движение за несъдействие, ненасилие и мирна съпротива, като неговите „оръжия“ в борбата срещу Британския Радж. Широката му популярност сред индусите и мюсюлманите прави ръководството му възможно, той дори убеждава крайната фракция на мюсюлманите да подкрепи мирното несъдействие. Искрата, която запалва национален протест е гнева към клането в Джалианвал Багх на стотици мирни граждани от страна на британските войници в Пенджаб. Много британци приветстват действията като необходими за предотвратяването на нов бунт като този през 1857 г. – отношение, което кара много индийски лидери да смятат, че Радж се контролира от техни врагове. Ганди разкритикува както действията на Британския Радж, така и ответното насилие на индийците. Той е автор на резолюция, изразяваща съболезнования за британските цивилни жертви и осъждаща бунтовете, която, след първоначалната опозиция в партията, е приета след емоционална реч на Ганди, застъпваща принципа му, че всяка форма на насилие е зло и не може да бъде оправдана.
След клането и последвалото насилие Ганди се съсредоточава върху спечелването на пълно самоуправление и контрол на всички индийски държавни институции, което скоро кристализира в концепцията Сварадж или пълна физическа, духовна и политическа независимост. През този период, Ганди се обявява за „ортодоксален индуист“ и през януари 1921 г. по време на реч в храма във Вадтал, говори за значението на отказа от съдействие за индуската Дхарма: „На това свято място, аз декларирам, че ако искате да защитите индуската Дхарма, липсата на сътрудничество е първия, както и последния урок, който трябва да научите“.
През декември 1921 г., Ганди е натоварен с изпълнителната власт от името на Индийския национален конгрес. Под негово ръководство, Конгресът е реорганизиран по нови правила. Членството в партията е отворена за всеки, готов да заплати символична такса. Йерархията на комисиите е установена с цел подобряване на дисциплината, превръщането на партията от елитна организация в масово национално движение. Ганди разширява платформата си на ненасилие, за да включи политиката „свадеши“ – бойкота на чуждестранни стоки, особено на британски. Във връзка с това, той се застъпва, че вместо британски текстил всички индийци трябва да носят кхади (домашно изпредено облекло). Ганди увещава индийските мъже и жени, бедни или богати, да прекарват време всеки ден, предейки кхади в подкрепа на движението за независимост.
Ганди дори изобретява малък, преносим чекрък, който може да бъде сгънат до размер на малка пишеща машина. Това е стратегия за налагане на дисциплина и отдаденост на нежелаещите и амбициозните и за да се включат жени в движението. В допълнение към бойкота на британските продукти, Ганди призовава хората да бойкотират британски образователни институции и съдебни зали, да напускат правителствени служби, и да оставят британските титли и отличия.
„Несъдействието“ се радва на широк успех, увеличавайки екзалтацията и участието на всички слоеве на индийското общество. Но точно когато движението достига своя връх, то внезапно приключва в резултат на насилствен сблъсък в град Чаури Чаура, щата Утар Прадеш, през февруари 1922 г. Страхувайки се, че движението е напът да поеме завой към насилие, и убеден, че това ще сложи край на цялата му работа, Ганди спира кампанията за масово гражданско неподчинение. Това е третият път, когато Ганди спира мащабна кампания. Ганди е арестуван на 10 март 1922 г., съден за противодържавна дейност и осъден на шест години лишаване от свобода. Той започва изпълнението на присъдата си на 18 март. Освободен е през февруари 1924 г. за операция от апендицит.
Без обединяваща личност на Ганди, Индийският национален конгрес започва да се раздробява и се разделя на две фракции – едната, водена от Читараджан Дас и Мотилал Неру, фаворизира участието на партията в законодателната власт, а другата, водена от Чакраварти Раджагопалачари и Валабхай Пател, се противопоставя на това. Освен това, сътрудничеството между индуси и мюсюлмани, което е силно в разгара на кампанията за ненасилие, замира. Ганди се опитва да преодолее тези различия по много начини, включително чрез триседмични пости през есента на 1924 г., но с ограничен успех. През тази година, Ганди е убеждаван да ръководи сесията на Конгреса в Белгаум. Ганди се съгласява да председателства сесията при едно условие – че участниците трябва да носят кхади. В дългата му политическа кариера, това е единственият път, когато ръководи сесия на Конгреса.
Ганди не само изглажда възгледите на младите хора като Субхас Чандра Бос и Джавахарлал Неру, които отначало са поискали незабавна независимост, но променя и своето мнение и се съгласява да чака една година вместо две преди да бъде отправена тази покана. Британците я оставят без отговор. На 31 декември 1929 г. индийското знаме е отворено в Лахор. 26 януари 1930 г. е отбелязан като Ден на независимостта на Индия от Индийския национален конгрес, проведен в Лахор. Този ден се чества от почти всички индийски организации.
Въвеждането на данък върху солта предизвиква остра реакция и бурни протести сред населението. Най-важната част от тази пасивна съпротива е „Соленият марш“, известен като Поход на солта (Salt Satyagraha). През март 1930 г. Махатма Ганди инициира кампания за гражданско неподчинение и организира този поход в знак на протест срещу британския монопол на солта. Този марш се превръща в най-зрелищната кампания на Ганди по време на борбата за независимост. Между 12 март и 5 април той изминава 388 километра от Ахмедабад до Данди, с намерение да направи своя собствена сол и така да наруши британския монопол. По пътя към Ганди се присъединяват хиляди индийци и той многократно говори пред тях. На 6 април участниците в похода започват демонстративно да получават сол чрез изпарение на морска вода без да плащат данък. Соленият поход е най-силната кампания срещу британското управление, която получава световен отзвук, а британците реагират, като затварят над 60 000 души.
През 1942 г. Ганди призовава за незабавната независимост на Индия и поради това е арестуван в Пуна. След две години е освободен по здравословни причини. Както в Южна Африка, така и в Индия, Ганди е арестуван многократно от британската колониална власт, като прекарва общо осем години в затвора.
На 3 юни 1947 г. британският министър-председател Клемънт Атли провъзгласява независимостта на Индия и разделянето ѝ на две части: преобладаващо индуистка Индия и преобладаващо мюсюлмански Пакистан. Ганди се противопоставя постоянно на плана за деление. Впоследствие обаче се застъпва за едно справедливо разпределение на държавната хазна. Благодарение на неговото влияние и саможертва (чрез четиридневен „пост до смърт“ от 19 до 21 ноември 1947 г.), за известно време се преустановяват напомнящите на гражданска война кръвопролития, които се водят между индуси и мюсюлмани.

### Покушение и убийство на Ганди (1948)
Първото покушение над Махатма Ганди е на 20 януари 1948 г., два дни след като прекратява гладна стачка. Лидерът на страната говори в обръщение към вярващите от верандата на дома си в Делхи, когато бежанец от Пенджаб на име Маданлал хвърля по него самоделна бомба. Устройството се взривява на няколко крачки от Ганди, но няма пострадали.
Индийското правителство, разтревожено от инцидента, настоява за усилване на личната охрана на Ганди, но той не иска и да чува за това – „Ако ми е съдено да загина от куршума на безумец, ще направя това с усмивка“. По това време Ганди е на 78 години.
На 30 януари 1948 г. Ганди се събужда на разсъмване и се заема с работа над проекта за Конституция, който трябва да представи на конгреса. Целият ден преминава в обсъждания с колеги върху бъдещия основен закон на страната. Идва време за вечерна молитва и, съпроводен от своята племенница, Ганди излиза на поляната пред дома си.
Както обикновено, събралата се тълпа бурно приветства „бащата на нацията“. Привърженици на учението му се втурват към Ганди, опитвайки се, по древен обичай, да докоснат нозете на Махатма. Използвайки настъпилата суматоха, индуския националист Натурам Годсе (който обвинява Ганди за направените на Пакистан отстъпки), наред с другите поклонници, се приближава към Ганди и стреля три пъти в него. Първите два куршума преминават през, а третият остава в белите дробове, в областта на сърцето. Отслабналият Махатма, подкрепен от двете страни от племенниците си, прошепва: „О, Рама! О, Рама!“ (на хинди: हे ! राम, тези думи са написани на паметника, издигнат на мястото на изстрелите). Тогава показва със знак, че прощава на убиеца, и след това умира. Смъртта му настъпва в 17 часа̀ и 17 минути.
Годсе се опитва да сложи край на живота си, но в този момент към него се хвърлят хора, за да се разправят с него на място. Телохранителите на Ганди спасяват убиеца от разгневената тълпа и го предават на правосъдието. Скоро властите изясняват, че убиецът не е действал самостоятелно. Разкрит е голям антиправителствен заговор. Атентатът е планиран десет дни по-рано. Пред съда застават осем души. Всички те са признати за виновни в убийство. Двама от тях са осъдени на смърт и обесени на 15 ноември 1949 г. Останалите заговорници получават големи присъди за излежаване в затвор.
На 30 януари 2008 г., на 60-а годишнина от смъртта на Ганди, част от праха му е разпръсната над морето край нос Коморин, на южния край на полуостров Индустан.

## Брак и семейство
Още през 1883 г., когато е на тринадесет години, Ганди е оженен от родителите си за Кастурбай Наканджи, която е на същата възраст. Първият им син, Харилал, се ражда през 1888 г. Те имат още трима сина: Манилай (1892) г., Рамдас (1897 г.) и Девадас (1900 г.). След като през 1906 г. Ганди приема целибата, той прекъсва сексуалните връзки с жена си. Кастурбай въпреки това живее и работи с него и занапред, като поема неговата политическа борба, когато Ганди е в затвора. Ганди и Кастурбай са женени в продължение на 62 години.

## Цитати
- Око за око и светът ще ослепее.
- Насилието е оръжието на слабите
- Бъди промяната, която желаеш да видиш в света
- Няма път към мира – мирът е пътят
- Русия в лицето на Толстой ми даде учителя, който ми предостави теоретичната основа на моето ненасилие
- Любовта никога не изисква, а само дава. Любовта само страда, не съжалява и не отмъщава
- Аз бих станал християнин, ако християните живееха по християнски
- Отричам насилието, защото доброто, което изглежда то може да причини, не е трайно; трайно е лошото, което то причинява
- Дори и най-незначителната лъжа разваля хората, така, като капка отрова разваля цяло езеро
- Слабият не може да прости. Опрощението е качество на силния!
- Живей сякаш ще умреш утре. Учи сякаш ще живееш вечно!
- Първо те игнорират, после ти се присмиват, после се борят срещу теб и после ти побеждаваш[37]

## Факти
- Индийската министър-председателка Индира Ганди и синът ѝ Раджив Ганди не са роднини на Махатма Ганди.
- Животът на Ганди е основа на сюжета на филма „Ганди“ с режисьор Ричард Атенбъроу (1982 г.), който получава 8 Оскара.
- Филип Глас композира операта „Сатяграха“ (1980 г.), която е свързана с живота на Ганди.
- Американският психоаналитик от немски произход Ерик Ериксън написва психоаналитична биография на Ганди на име: „Истината за Ганди: За основите на борческото ненасилие“, която печели Пулицър за 1970.